# Park Dong-hyuk
Park Dong-Hyuk (Jeonju, 18 de abril de 1979) é um futebolista sul-coreano,  que atua como zagueiro. Mede 1,85m de altura e pesa 78 kg.

## Carreira
Park Dong-Hyuk representou a Seleção Sul-Coreana de Futebol nas Olimpíadas de 2000.